# Jeune Vienne

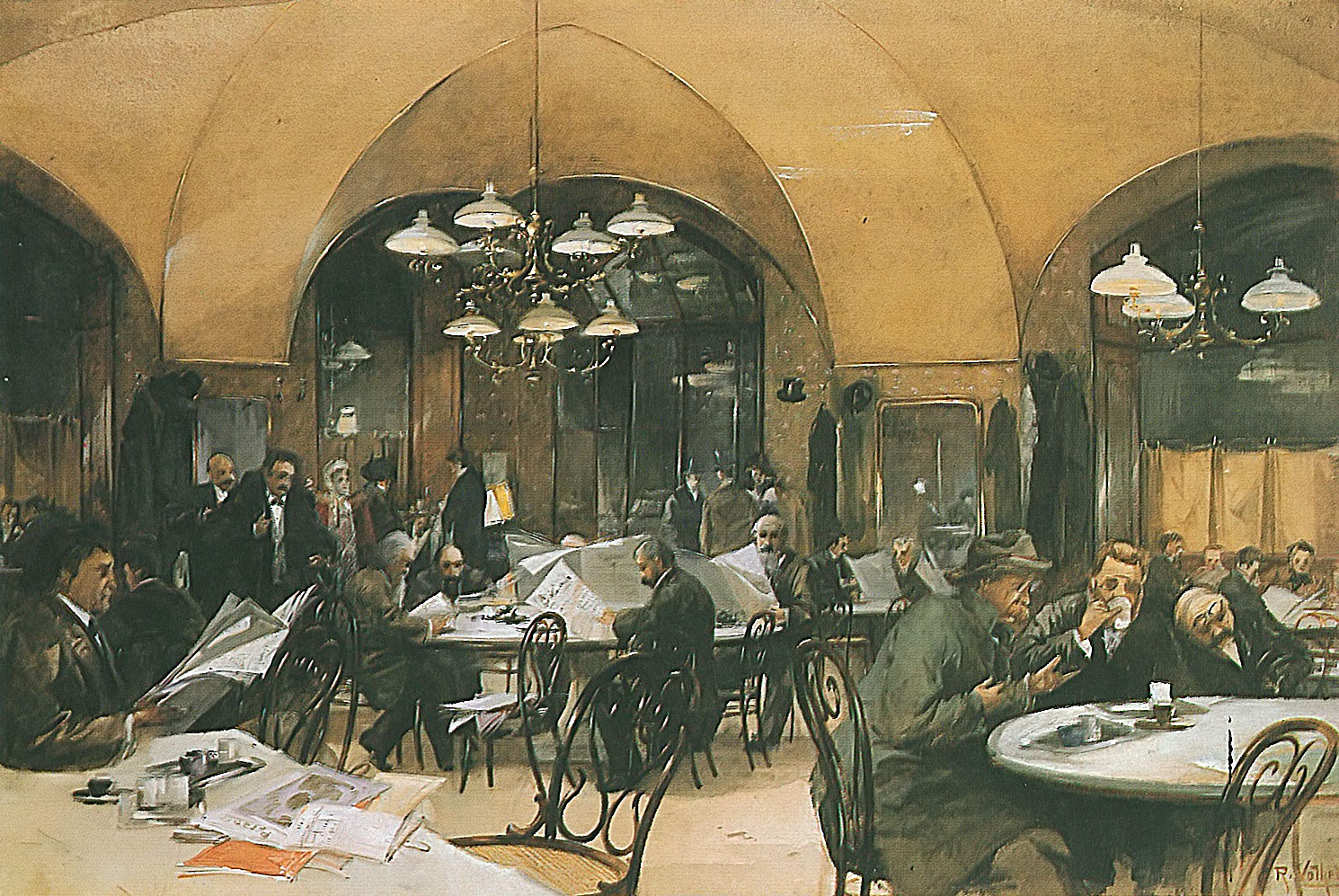
Café Griensteidl, 1896.

Le mouvement littéraire et artistique Jeune Vienne (Jung-Wien) a été créé par Hermann Bahr ; il comprenait des écrivains viennois de la fin du XIXe et du début du XXe siècle comme Arthur Schnitzler, Felix Salten, Hugo von Hofmannsthal, Richard Beer-Hofmann, Peter Altenberg, Karl Kraus et Stefan Zweig.
La Jeune Vienne a contribué à promouvoir l'évolution du naturalisme vers l'esthétisme, et donc vers le modernisme littéraire. L'organe le plus important du groupe était l'hebdomadaire Die Zeit.

## Histoire
« Dans notre ville prit naissance une nuit le groupe « Jeune Vienne » avec Arthur Schnitzler, Hermann Bahr, Richard Beer-Hoffmann, Peter Altenberg, grâce auxquels la culture spécifiquement autrichienne, par un raffinement de tous les moyens artistiques, trouva pour la première fois une expression européenne. »

— Le Monde d'hier. Souvenirs d'un Européen – Stefan Zweig
Le groupe a été formé en 1891, et sa fondation par Bahr est une mystification. Le lieu de rencontre du groupe est devenu le Café Griensteidl, où de jeunes auteurs tels que Hugo von Hofmannsthal, Arthur Schnitzler, Peter Altenberg et Felix Salten se sont rencontrés. Bahr a agi à la fois comme mentor et comme médiateur de la littérature étrangère. Il a utilisé ses contacts avec des éditeurs et des magazines pour promouvoir de jeunes auteurs inconnus.
Même si des auteurs plus jeunes et plus modernes — Karl Kraus en particulier — se sont rapidement éloignés de ce groupe, la Jeune Vienne a néanmoins stimulé l'émergence du modernisme littéraire en Autriche et au-delà dans le monde germanophone. D'importants auteurs du début du XXe siècle, tels que Robert Musil, Joseph Roth et Ödön von Horváth, ont été fortement influencés par ce mouvement.

## Membres du mouvement
- Peter Altenberg
- Leopold von Andrian
- Raoul Auernheimer
- Hermann Bahr
- Richard Beer-Hofmann
- Felix Dörmann
- Paul Goldmann
- Hugo von Hofmannsthal
- Karl Kraus
- Anton Lindner
- Felix Salten
- Arthur Schnitzler
- Richard Specht
- Jakob Wassermann
- Stefan Zweig